# European Top 100 Albums
A European Top 100 Albums a Billboard 200 albumlista európai megfelelője volt. 1984 márciusától 2010 decemberéig működött.
A Eurochart néven is ismert lista 19 európai ország helyezéseit mutatta az International Federation of the Phonographic Industry (IFPI) adatai alapján. A European Top 100 albumlista régebbi és új lemezek eladási adatait gyűjtötte, ebben különbözött a Billboard 200-as listától, melyre csak azok az albumok kerültek  föl, melyek 18 hónapnál nem régebbiek. Azóta a Billboard is megújította követelményrendszerét és régebbi lemezeket is a 200-as listára „engedett.”
Az európai albumlista a Billboard listával azonos szabályok alapján frissült, minden héten hétfőtől vasárnapig követte az eladási adatokat, a friss lista a hetet követő hét csütörtökjén került nyilvánosságra.
A lista első vezetője Michael Jackson Thriller című lemeze volt. A utolsó listát 2010. december 11-én tették közzé, azon a Take That Progress című lemeze állt az első helyen.